# Drømmen om i morgen
Drømmen om i morgen er en dansk propagandafilm fra 1945, der er instrueret af Peter Lind efter manuskript af Harald Engberg og Poul Hansen. Filmen blev lavet til et fremstød for Socialdemokratiets nye partiprogram, 'Fremtidens Danmark' men blev aldrig sendt i distribution, da filmen blev anset for at være kontroversiel, fordi den lovede for meget til landets vælgere.

## Handling
Socialdemokratiets propagandafilm om fremtidsdrømme for Danmark anno 1960. Selv om Danmark atter er frit, er den tidligere modstandsmand og arbejder, Svend, desillusioneret. "Det hele er noget møg". Fremtidsdrømmen inkarneres af en ung kvinde, Karen, som viser Svend visionerne om et bedre liv i 'ungdommens land'. Der er boliger og en atomdreven bil til alle. Til de ældre er der aldersrenteboliger. Maskinerne på fabrikken er 'vores ven', og arbejdsdagen er på 6-7 timer. Arbejde og sammenhold er nøgleordene for projektet 'Fremtidens Danmark'.

## Medvirkende
- Bendt Rothe, Svend, en ung arbejder
- Karin Hasselbalch, Karen, en ung socialdemokrat
- William Bewer, Svends gamle far
- Susanne Friis, Svends mor
- Bruno Tyron
- Jenny Larsen
- Toni Biering
- Karl Jørgensen
- Ane Lind
- Mone Lind
- Carl Johan Hviid
- Elith Foss
- Kong Christian 10.
- Dronning Alexandrine